# Etages
Etages is een lied van de Nederlandse rappers Ice en 3robi. Het werd in 2021 als single uitgebracht.

## Achtergrond
Etages is geschreven door Anass Haouam, Chahid Farih en Khalid Alterch en geproduceerd door Chahid. Het is een nummer dat past in het genre nederhop. In het lied rappen en zingen de artiesten over hun successen, rijkdommen en hoe zelfverzekerd en vastberaden zij zijn. 

## Hitnoteringen
De artiesten hadden bescheiden succes met het lied in het Nederlands taalgebied. Het piekte op de 45e plaats van de Single Top 100 in de drie weken dat het in deze hitlijst te vinden was. De Top 40 en haar Tipparade werden niet bereikt. Ook de Vlaamse Ultratop 50 werd niet bereikt, al werd het wel getipt voor deze lijst.